# Theo Bialek
Theodore L. „Theo“ Bialek ist ein US-amerikanischer Filmtechniker für visuelle Effekte.

## Karriere
Bialek stammt aus Rhode Island und studierte Technische Informatik am Rochester Institute of Technology. Als Inspiration in der Filmtechnik zu arbeiten, nannte er Jurassic Park und Toy Story. Zunächst arbeitete er bei Rhythm & Hues an Schweinchen Babe in der großen Stadt. Danach wechselte er 1998 zum Animationsstudio Sony Pictures Imageworks. Dort arbeitete er in verschiedenen Funktionen an Stuart Little, Stuart Little 2 und Der Polarexpress. Schließlich übernahm er 2006 bei Monster House erstmals die Leitung des Departments für Visuelle Effekte.
In dieser Funktion arbeitete er an einigen Filmen aus dem Hause Sony wie Speed Racer, Alice im Wunderland und Green Lantern. Im Jahr 2012 stieg er mit The Amazing Spider-Man in das Marvel Cinematic Universe ein, für das er an weiteren Filmen arbeitete. Schließlich erhielt er für Spider-Man: Far From Home eine Nominierung beim Saturn Award für Beste Visuelle Effekte. Sein größter Erfolg war die Arbeit an Guardians of the Galaxy Vol. 3, wofür er bei den BAFTA für Visuelle Effekte nominiert war. Zudem wurde er in derselben Kategorie bei den Oscars zusammen mit Stéphane Ceretti, Alexis Wajsbrot und Guy Williams nominiert.

## Filmografie (Auswahl)
- 2006: Monster House
- 2007: Die Legende von Beowulf
- 2008: Speed Racer
- 2008: Operation Walküre – Das Stauffenberg-Attentat
- 2010: Alice im Wunderland
- 2011: Green Lantern
- 2011: Der Zoowärter
- 2012: The Amazing Spider-Man
- 2013: Die Schlümpfe 2
- 2014: The Amazing Spider-Man 2: Rise of Electro
- 2016: Alice im Wunderland: Hinter den Spiegeln
- 2017: Spider-Man: Homecoming
- 2018: Meg
- 2019: Spider-Man: Far From Home
- 2022: Doctor Strange in the Multiverse of Madness
- 2023: Guardians of the Galaxy Vol. 3

## Auszeichnungen (Auswahl)
- 2019: Saturn-Award-Nominierung in der Kategorie Beste Visuelle Effekte für Spider-Man: Far From Home
- 2024: BAFTA-Nominierung in der Kategorie Beste Visuelle Effekte für Guardians of the Galaxy Vol. 3
- 2024: Oscar-Nominierung in der Kategorie Beste Visuelle Effekte für Guardians of the Galaxy Vol. 3